# Kobiór
Pour les articles homonymes, voir Kobiór (homonymie).
Kobiór est un village de la voïvodie de Silésie et du powiat de Pszczyna. Il est le siège de la gmina de Kobiór et comptait 4 702 habitants en 2008.

## Personnalités liées à la ville
- Rudi Horn, de son vrai nom Rudolf Horzonek, (1938-), chanteur allemand.